# East Stirlingshire FC

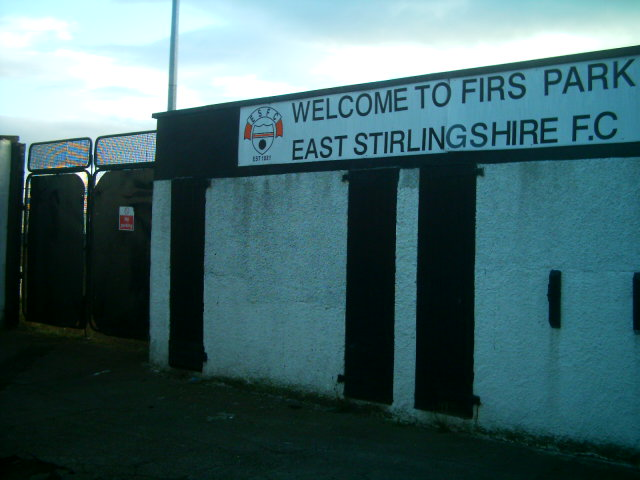

East Stirlingshire FC is een Schotse voetbalclub uit Falkirk. De clubnaam wordt soms afgekort tot East Stirling maar is dus niet afkomstig uit de stad Stirling, dat 14 mijl van Falkirk verwijderd is.
De club werd in 1881 opgericht als Bainsford Britannia (Bainsford is een wijk in Falkirk). In 1900 sloot de club zich bij de League aan, meestal speelde de club in de lagere reeksen. Falkirk FC is de grote broer die wel vaak in de hoogste klasse speelt. In 1932 werd de club kampioen en mocht zo aantreden in de hoogste klasse maar kon daar niet lang standhouden.
Voor het seizoen 1964/65 verhuisde de club naar Clydebank en speelde onder de naam ES Clydebank maar na dat seizoen moest de club terugkeren naar Falkirk. Na de invoering van de vierde klasse in 1994 slaagde de club er niet meer in te promoveren. 
De laatste jaren zijn zwaar voor de club, door financiële problemen kunnen er geen goede spelers aangetrokken worden omdat ze maar een klein loon zouden krijgen. Er werd al gesproken over het stadion te verkopen en met Falkirk het stadion te delen of te verhuizen naar Grangemouth. Sinds 2004 eindigde de club 3 keer op de laatste plaats. In tegenstelling tot in de Engelse competitie kan een League club niet zomaar degraderen en vervangen worden. Maar in 2005 werd wel vastgelegd dat vanaf 2005/06 als een club 2 jaar op rij laatste wordt in de Third Division de status van de club verandert in een geassocieerde club die stemrecht in League meetings verliest en nog 2 jaar in de League mag spelen waarna de andere clubs mogen stemmen om de club al dan niet in de League te houden.
Na de laatste plaats in 2006 moet de club dit seizoen dus uit zijn pijp komen wil het een League club blijven. Voor het eerst in 13 jaar won de club wel de openingswedstrijd van het seizoen, en op de 4de speeldag werd Stenhousemuir FC met de grond gelijk gemaakt 5-0, dit was de grootste overwinning in 10 jaar en zeker speciaal voor de club omdat Stenhousemuir 5 maanden geleden East Stirlingshire nog een veeg uit de pan had gegeven met 7-0. De week erna verloor de club dan weer met 0-5 van East Fife FC. Het leek er even op dat Elgin City met de laatste plaats aan de haal zou gaan maar na het einde van het seizoen toe zakte de club helemaal weg en werd opnieuw laatste.
Seizoen 2007/08 begon bijzonder goed, de club won 4 wedstrijden op rij (drie competitiewedstrijden en één in de Challenge Cup), daarna ging het iets minder, maar na zeven speeldagen staat de club nog op een vierde plaats (stand 23 september).
Op 14 mei 2016 degradeerde de club na 116 jaar uit de Scottish League Two nadat het de promotie/degradatie play-off verloor tegen Edinburgh City. 

## Overzicht seizoenen
| Competitie  | Aantal | Periode                                                                                |
| ----------- | ------ | -------------------------------------------------------------------------------------- |
| 1ste klasse | 2      | 1932-1933, 1963-1964                                                                   |
| 2de klasse  | 52     | 1900-1915, 1921-1923, 1924-1932, 1933-1939, 1948-1949, 1955-1963, 1965-1975, 1980-1982 |
| 3de klasse  | 26     | 1923-1924, 1946-1948, 1949-1955, 1975-1980, 1982-1994                                  |
| 4de klasse  | 22     | 1994-2016                                                                              |

## Bekende (oud-)trainers
- Alex Ferguson

## Bekende (oud-)spelers
- David Bates
- Martin Hardie
- Peter Houston
- Derek Lyle

## Erelijst
- Scottish Football League First Division
  - Winnaar (1): 1931/32
- Scottish Football League Second Division
  - Winnaar (1): 1947/48

## Records
- Grootste overwinning: 11-2 tegen Vale of Bannock in 1888
- Zwaarste nederlaag: 1-12 tegen Dundee UTD in 1936
- Hoogste aantal toeschouwers: 12 000 tegen Partick Thistle in 1921